# Franz Wüllner
Franz Wüllner (28 de enero de 1832 en Münster - 7 de septiembre de 1902 en Braunfels) fue compositor y director de orquesta alemán. Dirigió los estrenos de las óperas de Wagner El oro del Rin y La Valquiria, pero fue muy criticado por el mismo Wagner, quien prefirió ampliamente a los directores Hans Guido von Bülow y Hermann Levi.
| Predecesor: Hans von Bülow | Directores Musicales Generales, Ópera Estatal de Baviera 1870–2020 | Sucesor: Hermann Levi     |
| Predecesor: Julius Rietz   | Directores Principales, Staatskapelle 1877–1884                    | Sucesor: Ernst von Schuch |

- Datos: Q819749
- Multimedia: Franz Wüllner / Q819749